# Jimena Sánchez
Jimena Sánchez (11. st.) bila je infanta Kraljevine Pamplone i kraljica Leona u Španjolskoj. 
Jimenin otac bio je kralj Sančo III. Navarski („Sančo Veliki”), vladar Pamplone. Sančo i njegova žena, gospa Mayor, dobili su Jimenu i barem tri sina. Jimenin je brat bio kralj Ferdinand Leonski, a šurjakinja kraljica Sanča Leonska.

## Jimenin brak
Jimena se udala za kralja Bermuda III. Leonskog; brak je poslužio kao politički savez između „katoličkih kraljevina“ – Sančo Navarski udao je svoju kćer kako bi osigurao dobre odnose.
God. 1037., Jimena je postala udovica. Njeno jedino dijete bio je sin Alfons de León.